# St. Oswald (Kastelruth)

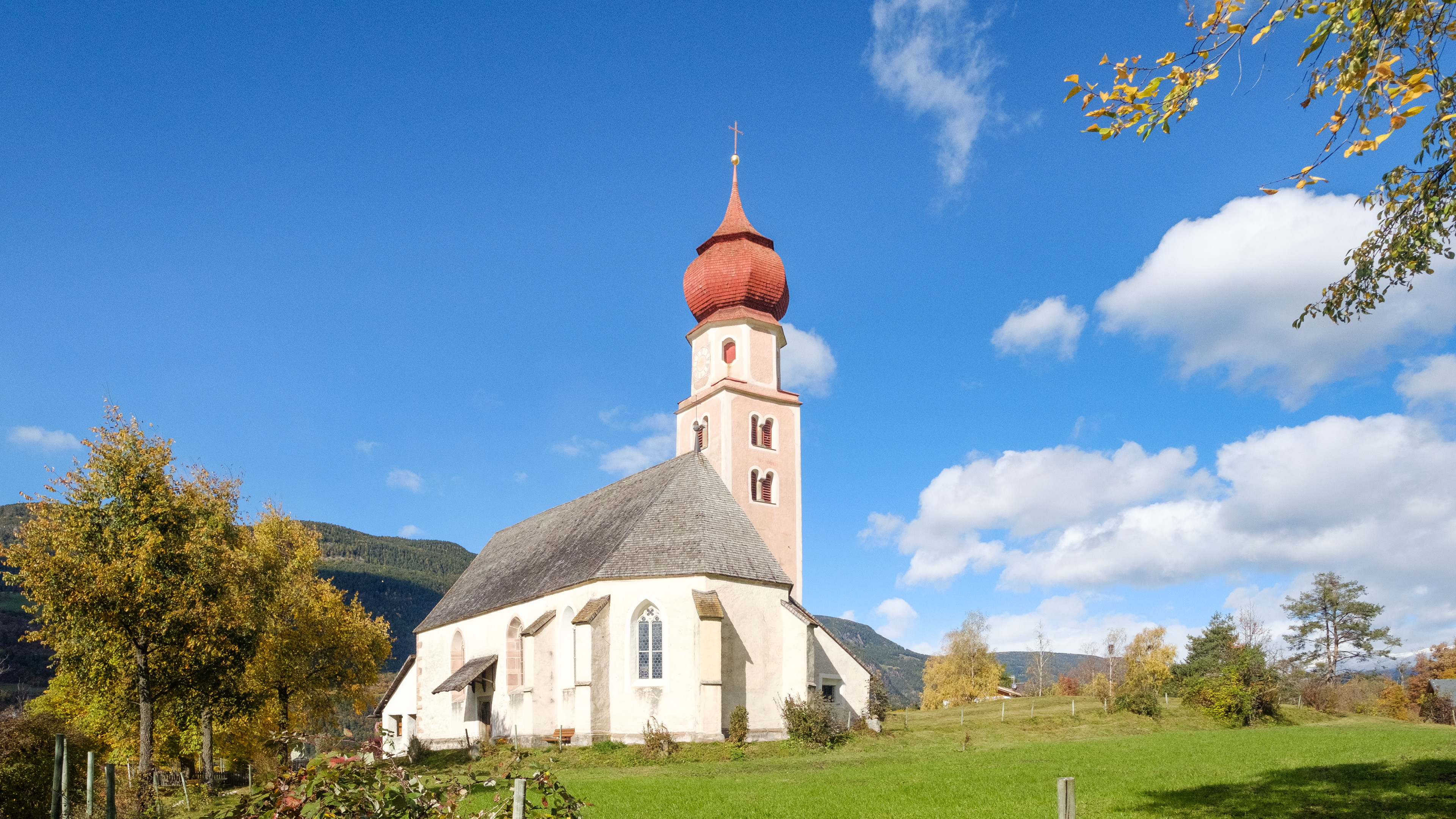
Die Kirche von St. Oswald

St. Oswald (italienisch Sant’Osvaldo) ist die tiefstgelegene Fraktion von Kastelruth im Schlerngebiet, einer Mittelgebirgslandschaft im unteren Eisacktal in Südtirol.
Das Siedlungsgebiet erstreckt sich von der Schlucht des Eisack auf 400 m s.l.m. bis hinauf zum Laranzer Wald auf 1100 m. Das kleine Ortszentrum mit der 1234 erstmals urkundlich erwähnten Kirche liegt auf einer Terrasse auf rund 750 m. Unweit am Pflegerhof befindet sich die Burgruine Aichach.
Seit 1778 befindet sich auch eine schulische Einrichtung im Ort, die heute als Grundschule für die deutsche Sprachgruppe geführt wird. St. Oswald hat 149 Einwohner (Stand 31. Dezember 2024). Bekanntester Bewohner des kleinen Ortes ist Norbert Rier, Sänger und Frontmann der Kastelruther Spatzen.

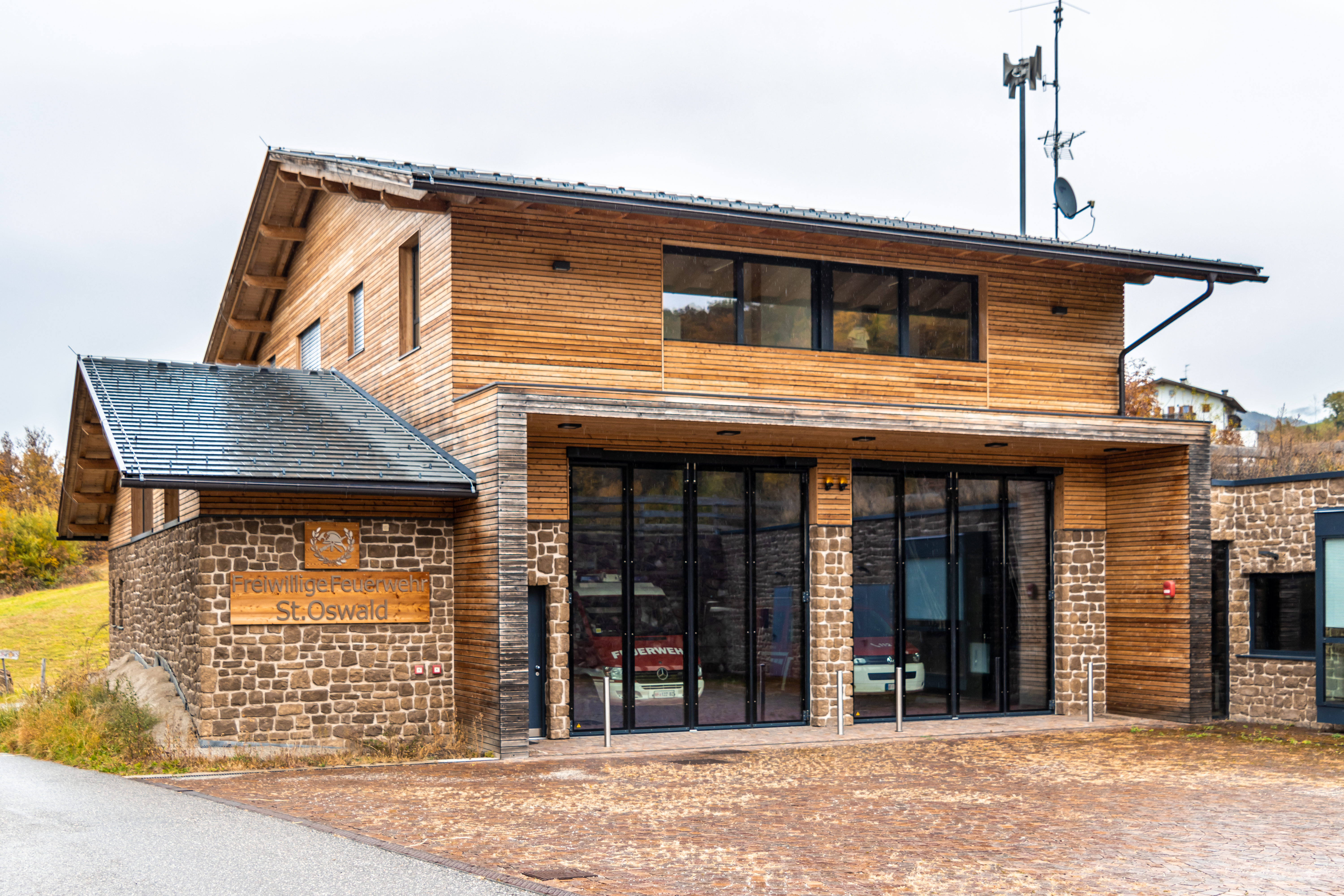
Das Feuerwehrhaus der Freiwilligen Feuerwehr St. Oswald